# BREM-L
Der BREM-L (russisch Бронированная ремонтно-эвакуационная машина Л [лёгкая]; Deutsch: „Gepanzertes Reparatur- und Bergungsfahrzeug [leicht]“) ist ein russischer leichter Bergepanzer, der auf dem Transportpanzer BMP-3 basiert, der vom russischen Rüstungshersteller Kurganmaschsawod seit den 1990er-Jahren produziert wird. Er dient als fahrende Werkstatt und hat die Aufgabe, liegen gebliebene Panzerfahrzeuge der Typen BTR, BMP und BMD zu reparieren oder abzuschleppen.

## Entwicklungsgeschichte
Die Entwicklung des BREM-L begann Ende der 1980er-Jahre, als offensichtlich wurde, dass mit der Einführung des BMP-3 ein moderneres Bergefahrzeug vonnöten ist, das idealerweise dasselbe Chassis wie der BMP-3 verwendet. Die Produktion wurde wohl in den 1990er-Jahren im postsowjetischen Russland aufgenommen. Allerdings wurden nur wenige BREM-L in die russischen Streitkräfte übernommen. In den Export gingen mehrere Dutzend Fahrzeuge, so beispielsweise rund 85 Einheiten in die Vereinigten Arabischen Emirate und eine zweistellige Anzahl nach Venezuela.

## Technik
Der amphibische BREM-L verfügt über zwei Wasserstrahlantriebseinheiten am Fahrzeugheck, mit welchen Geschwindigkeiten von maximal 9 km/h im Wasser erreicht werden können. Zudem erfolgt die Lenkung durch selbige. Der BREM-L kann sich sowohl bei eingeschaltetem als auch bei ausgeschaltetem Motor über längere Zeit im Wasser befinden, während alle Bordsysteme betriebsbereit bleiben. Auch das Schleppen im Wasser soll laut Herstellerangaben in begrenztem Umfang möglich sein. Vor einer Wasserfahrt wird ein Schwallbrett ausgeklappt, das für zusätzlichen Auftrieb sorgt.
Der BREM-L  wird von einem wassergekühlten UTD-29-Turbodieselmotor (Viertakt) mit 500 PS (368 kW) angetrieben. Der Motor befindet sich im Fahrzeugheck. Das Schaltgetriebe hat vier Vorwärts- und zwei Rückwärtsgänge. Dieses gepanzerte Fahrzeug verfügt über eine hydropneumatische Federung, die je nach Art des zu überquerenden Geländes angepasst werden kann. Die BREM-L hat eine ähnliche Geländegängigkeit wie die BMP-3.
Das Bergefahrzeug hat einen kleinen Turm für den Fahrzeugkommandanten. Die Bewaffnung umfasst bei der russischen Version ein 7,62-mm-PKTM-Maschinengewehr zur Selbstverteidigung gegen Boden- und Luftziele. Ein Munitionsvorrat von 1000 Schuss wird mitgeführt. Zudem verfügt der BREM-L über diverse Nebelmittelwurfbecher.

## Bergetechnik
Neben einem Hydraulikkran und einer Winde verfügt der BREM-L über ein Räum- und Stützschild, mit welchem in kleinerem Umfang Erdbewegungen durchgeführt werden können. Das Schild hat eine Breite von 3,15 Metern und kann maximal 34 cm in den Boden eindringen.
Hydraulikkran
- Antriebsart: hydraulisch und mechanisch
- Traglast: 5 oder 11 Tonnen (bei Verwendung eines Doppelkettenzuges)
- Maximale Auslegerreichweite: 4.852 mm

Mechanische Zugwinde
- Laufwerkstyp: hydraulisch
- Maximale Zugkraft: 140–160 kN
- Arbeitsseillänge: 150 m

Elektrische Schweißgeräte
Die mitgeführten Schweißgeräte sind zum Schweißen und Schneiden von Stahl und Aluminiumlegierungen geeignet.
Ladefläche
Auf dem Bergefahrzeug befindet sich eine Ladepritsche, in der maximal 1,7 Tonnen Ausrüstungs- und Ersatzteilmaterial mitgeführt werden kann. Bei beabsichtigten Wasserfahrten reduziert sich die Maximallast auf 300 kg.

## Galerie

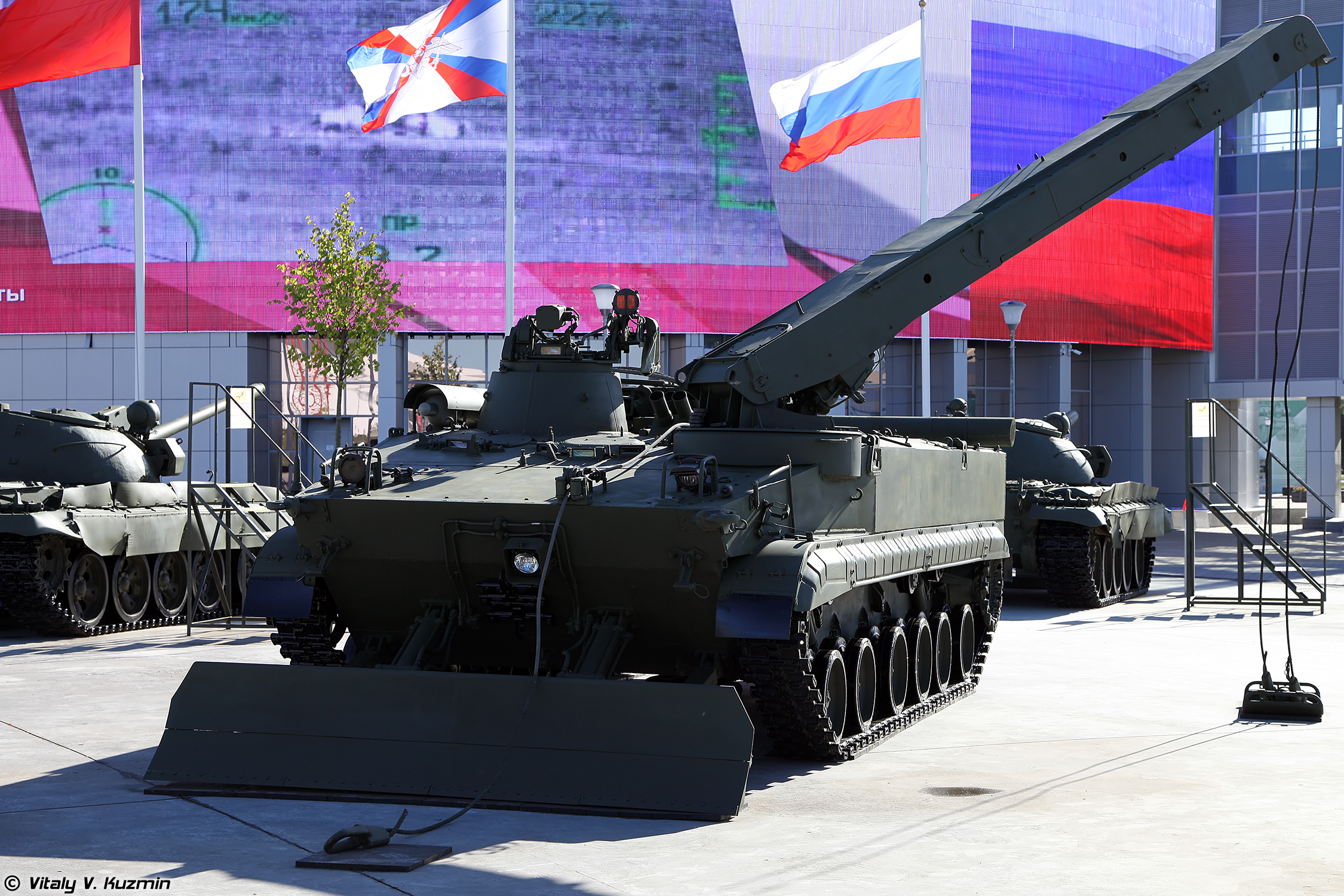
Der ausgefahrene Hydraulikkran mit abgesenktem Schild
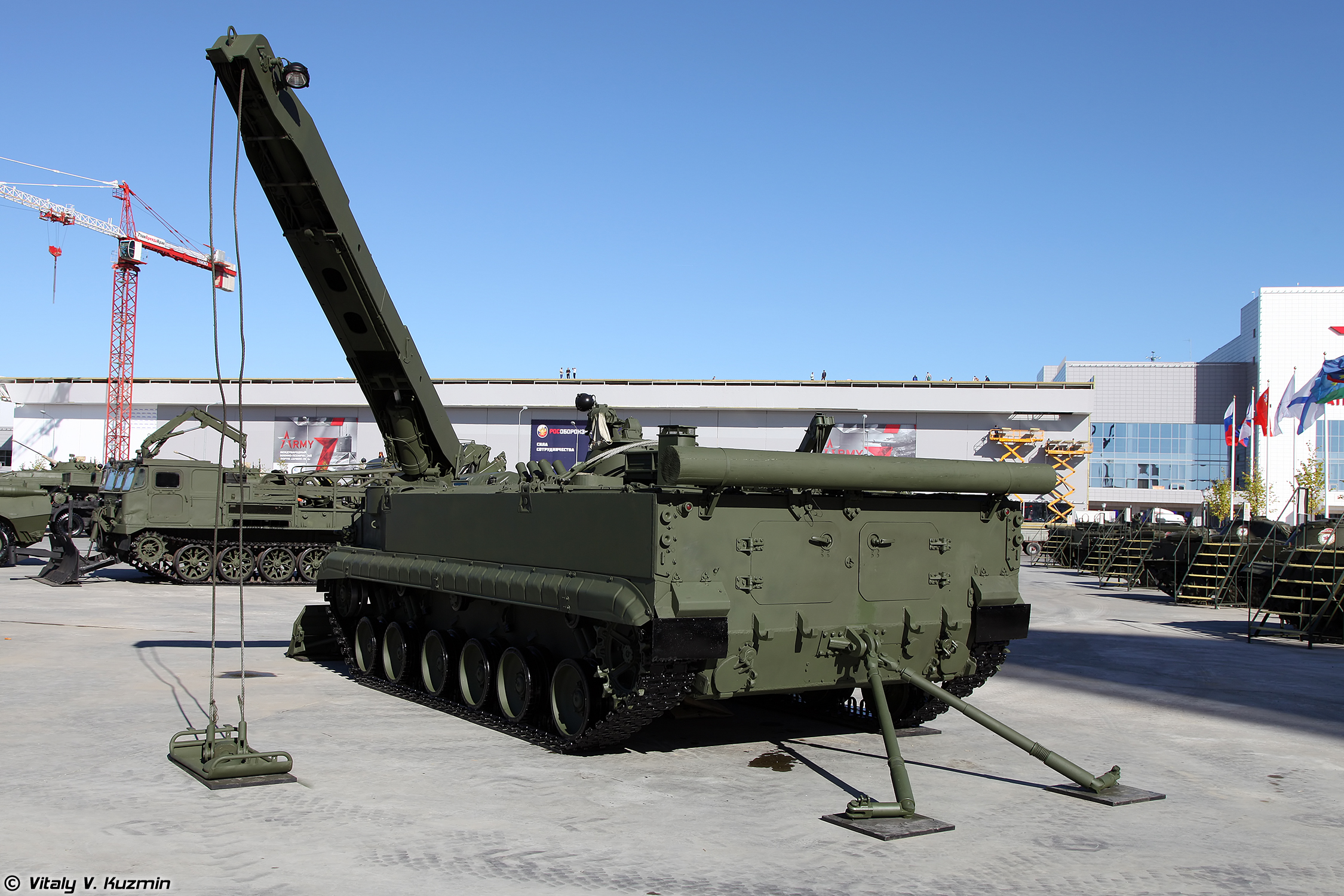
Die Abstützvorrichtung am Fahrzeugheck beim Einsatz des Krans
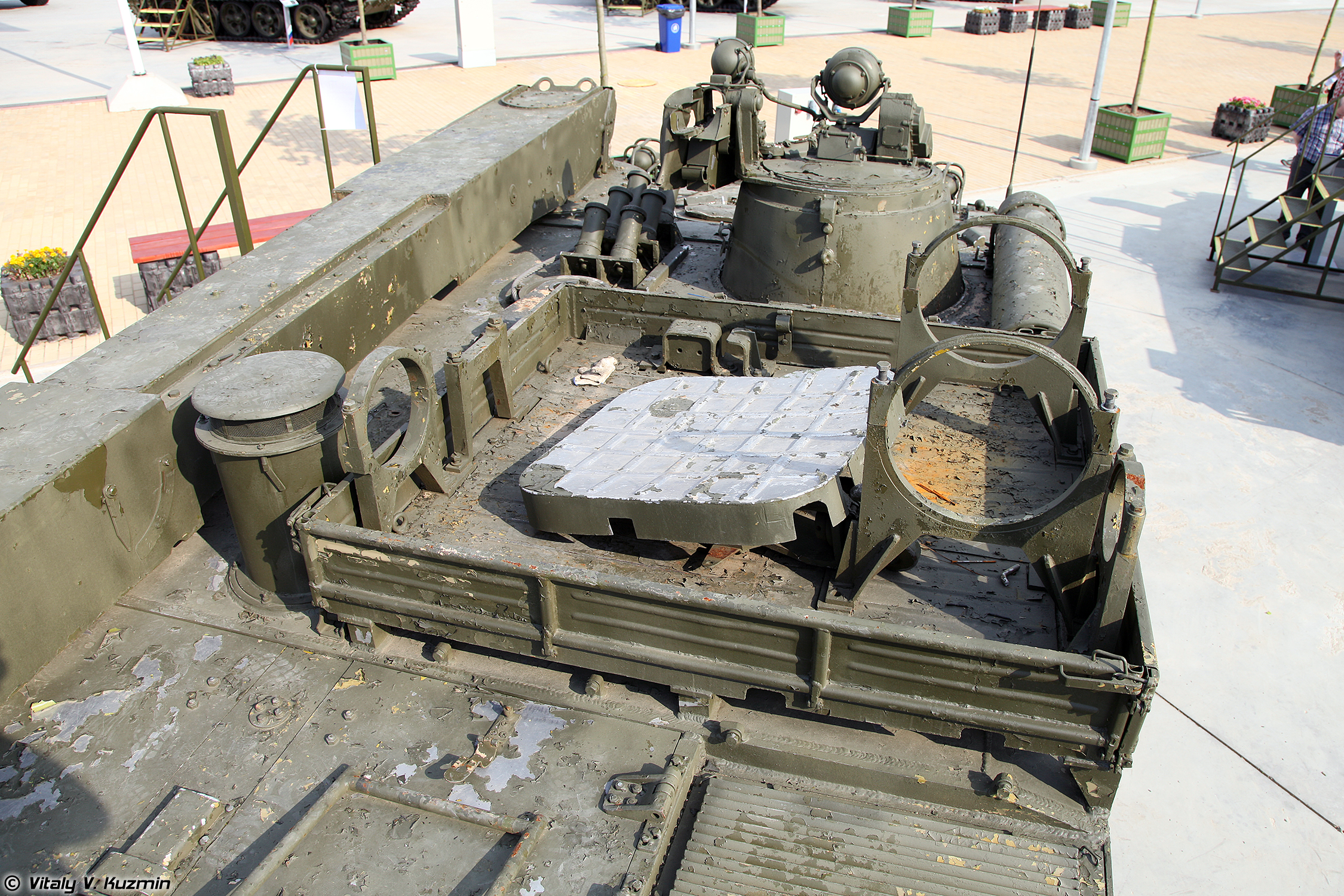
Die Ladepritsche auf dem Fahrzeug
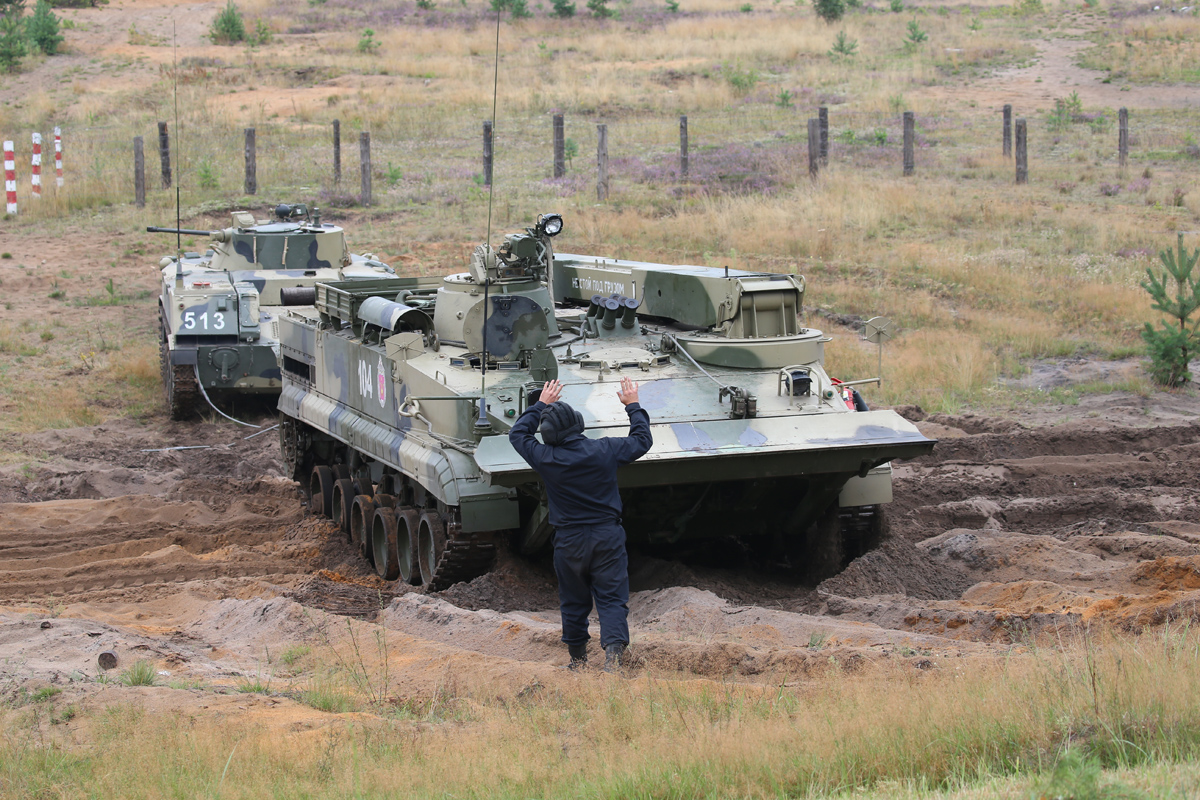
Ein BREM-L beim Abschleppen eines BMD-2
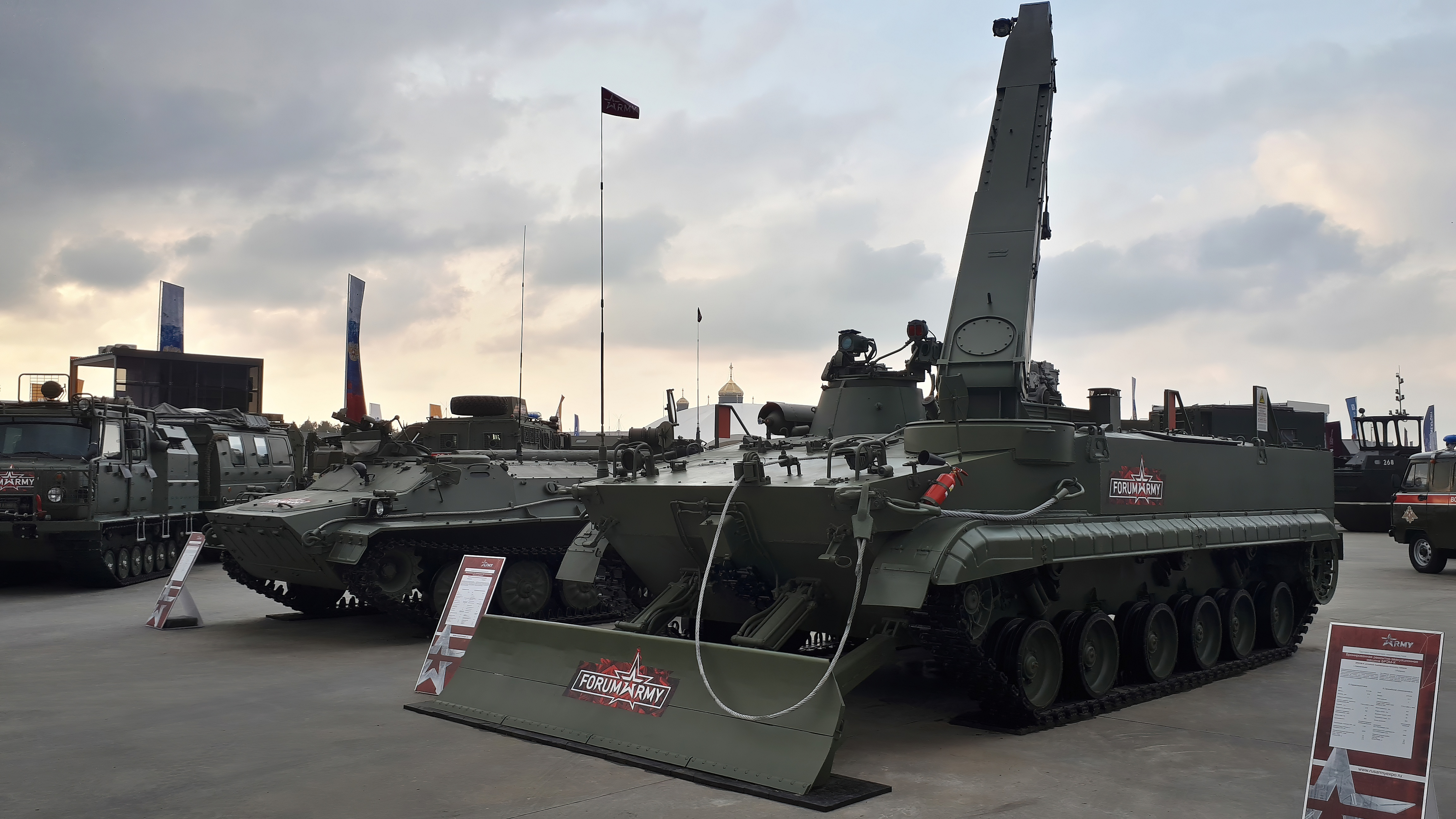
Auf der Ausstellung "Armee-2021"